# Prix Nobel de physiologie ou médecine
Le prix Nobel de physiologie ou médecine honore annuellement, selon les volontés du testament d'Alfred Nobel, des personnalités du monde médical et de la recherche en biologie dont l'œuvre a rendu de grands services à l'humanité. Le lauréat doit ainsi avoir apporté des savoirs inédits ou des techniques nouvelles dans le domaine. 
Le prix est attribué par l'assemblée Nobel, composée de cinquante professeurs de l'Institut Karolinska, à partir d'une liste de nominations proposées par le comité Nobel. Ce comité se compose de cinq membres élus pour trois ans par l'Assemblée Nobel. Les nominations sont établies avec l'aide d'autres grands instituts médicaux suédois et étrangers, de cercles de chercheurs, d'éminentes personnalités du monde médical ou encore d'anciens lauréats du prix qui proposent chaque année plusieurs noms éligibles pour le prix. La récompense ne peut être conjointement attribuée à plus de trois personnes. 
Après la révélation du nom du ou des lauréats début octobre, la médaille et le diplôme de la fondation Nobel lui sont officiellement remis par le roi de Suède, le 10 décembre suivant, jour anniversaire de la mort du fondateur du prix. Depuis 2001, le prix Nobel est doté d'un montant de 10 millions de couronnes suédoises, soit un peu plus d'un million d'euros.

## Origines et évolution
Héritage d'Alfred Nobel (1833-1896), les prix Nobel devaient être attribués aux individus dont les contributions apportaient « les plus grands bienfaits à l'histoire de l'humanité » dans les domaines de la paix, de la littérature, de la chimie, de la physique, et de la médecine ou de la physiologie. La récompense ne peut être posthume, d'où, de façon occasionnelle, la reconnaissance de contributeurs âgés avant qu'ils ne disparaissent.

### Débuts

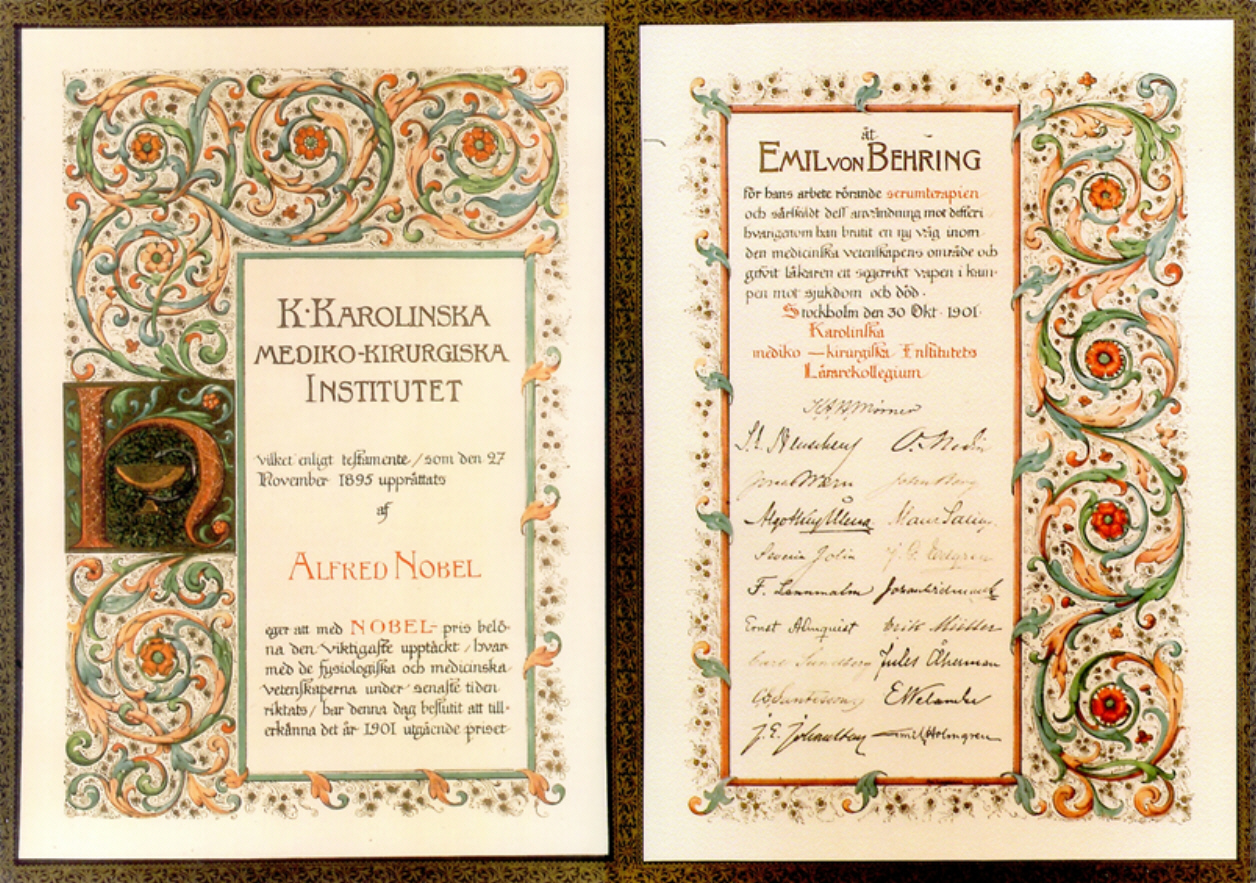
Le diplôme du premier prix Nobel de médecine, accordé à Emil von Behring, 30 octobre 1901.

Selon le testament de Nobel, les prix de sciences devaient en principe couronner les travaux de l'année précédente. Dès le début, ce délai est apparu insuffisant pour mesurer clairement la portée d'une découverte. Aussi, l'habitude fut prise de décerner les prix sur plusieurs années, voire des décennies. En 1901, le premier prix Nobel de médecine est attribué à Emil von Behring (1854-1917) pour ses travaux sur la sérothérapie (début des années 1890) et en 1905 à Robert Koch (1843-1910) pour ses travaux sur la tuberculose (années 1880). 
Les premiers prix Nobel de médecine (1901-1914) couronnent seize lauréats : quatre Allemands, trois Français, deux Russes, et un seul pour sept pays. Les cliniciens et les scientifiques (physiologistes) sont d'abord à peu près à part égale, la part des cliniciens ne faisant que diminuer par la suite au cours du XXe siècle. 
Durant cette période 1901-1914, pour ceux qui ne sont pas choisis, l'attribution du prix Nobel suscite des « grincements » d'ordre personnel ou nationaliste, dans un cadre international de compétition et d'expansion des empires coloniaux.  Cependant, le Nobel s'inscrit aussi dans un nouveau processus de communication qui va au-delà du milieu médical pour toucher le grand public. La naissance du Nobel correspond au début d'une « ère médiatique » où des avancées médicales spectaculaires se diffusent très rapidement à l'échelle mondiale (radiographie et découvertes sur la rage, la tuberculose, la diphtérie…). 

### Processus

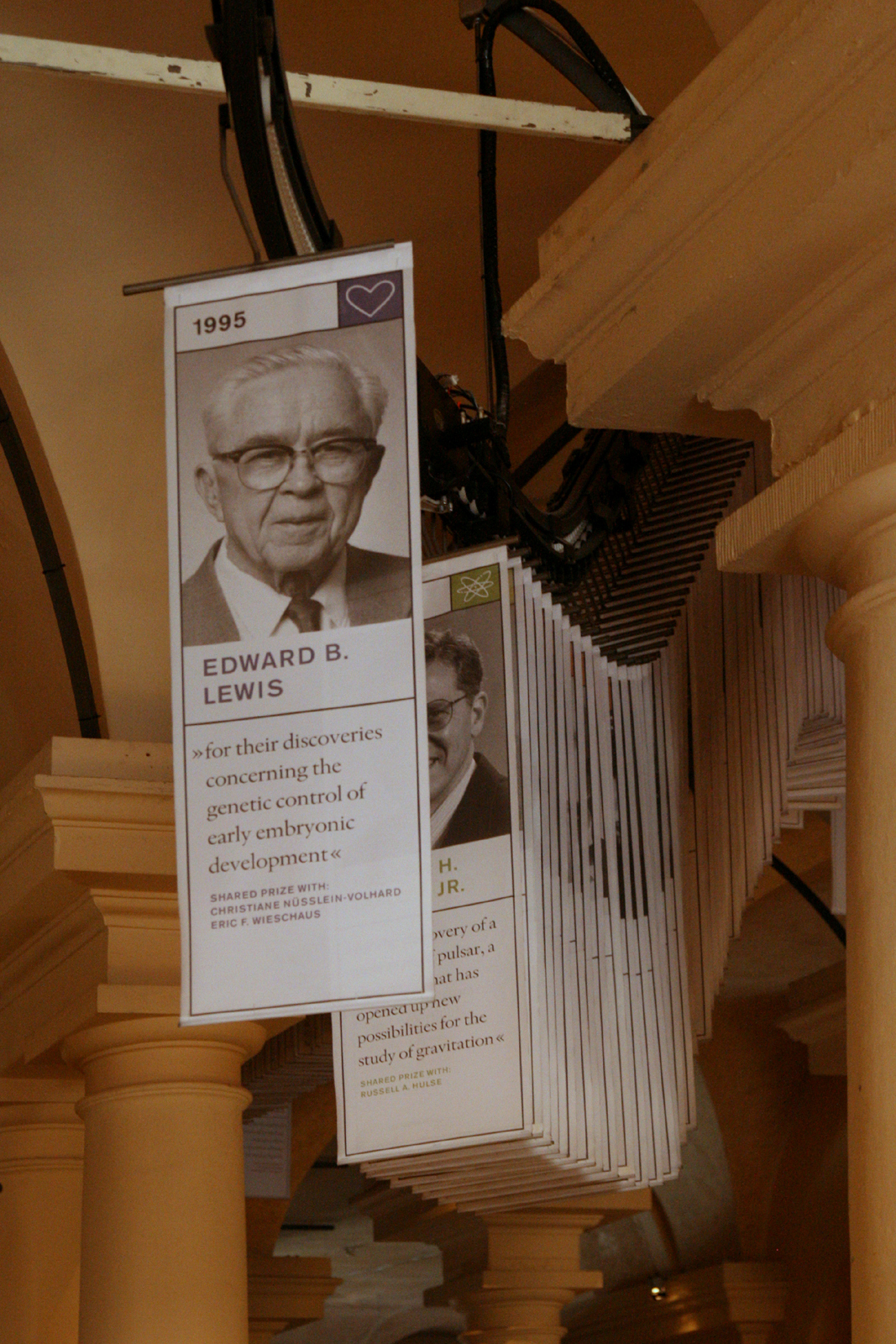
Fiches de lauréats au musée Nobel de Stockholm, ici celle d'Edward Lewis (1995) pour le développement de l'embryon.

En 1906, les membres des comités Nobel reconnaissent que la plupart des découvertes n'étaient pas le fait d'individus isolés, et le prix de médecine est partagé par deux scientifiques, et depuis 1934 par trois au plus. Ces personnes peuvent être collaboratrices ou concurrentes. 
Plusieurs sociologues des sciences, comme Harriet Zuckerman (en), ont montré que le processus de nomination relève de réseaux d'influences : les lauréats sont invités à faire des nominations, et seuls les nommés peuvent être candidats. La plupart des lauréats sont des hommes blancs, allemands dans la première moitié du XXe siècle, américains ensuite. Au sein même des pays prédominants, quelques institutions et groupes de recherches dominent le palmarès.
Certaines disciplines sont beaucoup plus récompensées que d'autres, et le népotisme apparait comme un facteur important. Ce népotisme peut être familial (cas de Hans Krebs) ou intellectuel (avoir été dans l'équipe d'un lauréat est un avantage pour être nommé). Sur le site officiel de la Fondation Nobel, la base de données des nominations n'est ouverte au public et aux chercheurs qu'après un délai de 50 ans (par exemple, en 2019, la période 1901-1969 est consultable),.
La récompense ne peut être révoquée, d'où quelques attributions historiques « embarrassantes ». Plusieurs avancées thérapeutiques, d'abord prometteuses, ont été discréditées par la suite, et cela a conduit, dans la deuxième moitié du XXe siècle, à favoriser plutôt  les sciences fondamentales (physiologie) aux dépens de la thérapeutique médicale,.
L'attribution du prix reflète la préoccupation dominante du moment, mais tous les contributeurs majeurs n'ont pas été récompensés. La base de données des nominations Nobel montre que, parmi les contributeurs le plus souvent nommés (première moitié du XXe siècle) mais jamais honorés, on trouve par exemple Émile Roux (1853-1933), Sigmund Freud (1856-1939), Oswald Avery (1877-1955) et Casimir Funck (1884-1967).

### Modalités auXXIesiècle
Les membres du comité Nobel pour l'attribution du prix en physiologie ou médecine 2021 sont : Nils-Göran Larsson (président), Gunilla Karlsson-Hedestam, Olle Kampe, Per Svenningsson, Christer Hoog. Ils sont élus par l'assemblée Nobel (50 professeurs du Karolinska Institut) pour une durée de trois ans, s'y ajoute le secrétaire de l'Assemblée Nobel Thomas Perlmann, qui est aussi membre de droit et secrétaire du comité Nobel. Ces membres sont assistés par des experts.
En 2021, les nominations sont proposées par :
1. Les membres de l'assemblée Nobel ;
2. Les membres suédois et étrangers de l'Académie royale des Sciences de Suède (sections médecine et biologie) ;
3. Les lauréats Nobel de physiologie ou médecine ;
4. Les membres du comité Nobel (autres que 1) ;
5. Les professeurs titulaires de chaire ou équivalents des facultés de médecine de Suède, Danemark, Finlande, Norvège et Islande ;
6. Les professeurs équivalents d'au moins six facultés universitaires réparties dans le monde et choisies par l'assemblée Nobel ;
7. Scientifiques sollicités par l'assemblée Nobel pour donner leur avis ;
8. Se proposer soi-même n'est pas accepté.

Les étapes du processus sont les suivantes : 
- septembre-31 janvier de l'année suivante, début et clôture du dépôt des propositions ;
- mars-août, rapports d'évaluation par des experts internationaux ;
- septembre, le comité Nobel émet des recommandations (sélection de candidats) ;
- premier lundi d'octobre, l'assemblée Nobel vote à la majorité simple sur les candidats proposés (décision finale et sans appel). Le lauréat est immédiatement informé, suivi de l'annonce en conférence de presse. La cérémonie de remise du prix a lieu le 10 décembre[7].

## Contributions
Les dates indiquées dans cette section sont des années d'attribution de prix Nobel, et non pas l'année d'une découverte ou de sa publication.

En 2019, cent-dix prix Nobel de physiologie ou médecine ont été décernés, depuis 1901, dans quelques thèmes dominants : les méthodes de diagnostics, la microbiologie et l'immunologie, le métabolisme, les neurosciences, la génétique et le domaine des traitements,. 
D'un point de vue conceptuel, la grande majorité des prix s'inscrivent dans une continuité et peu représentent des ruptures majeures (équivalant à un changement de paradigme). Ils s'inscrivent toutefois dans un réductionnisme croissant : l'explication des phénomènes biomédicaux d'abord anatomo-clinique, devient cellulaire, puis moléculaire et enfin ionique.
Du fait de ces choix, le prix Nobel n'a pas toujours récompensé des réalisations majeures comme la purification de l'eau, l'éradication de la variole, les frottis dans le dépistage des cancers, méthodes de contraception sûres, etc.. probablement parce que ces réalisations reposaient sur des techniques déjà connues.

### Diagnostic
Les méthodes de diagnostic couronnées par un prix Nobel de médecine sont : le biomicroscope ou lampe à fente (en) en 1911, par Allvar Gullstrand, le seul ophtamologue à avoir reçu un prix Nobel de médecine ; l'électrocardiogramme en 1924 ; le cathétérisme cardiaque en 1956 ; la tomodensitométrie en 1979.
Cependant, plusieurs prix Nobel de physique ou de chimie ont eu des conséquences importantes en médecine. Par exemple, le premier prix Nobel de physique de 1901 est accordé à Wilhelm Röntgen pour sa découverte des rayons X, d'autres récompensent des travaux basés sur la cristallographie aux rayons X permettant d'élucider la structure de biomolécules (Linus Pauling 1954, Dorothy Hodgkin en 1964).

### Microbiologie

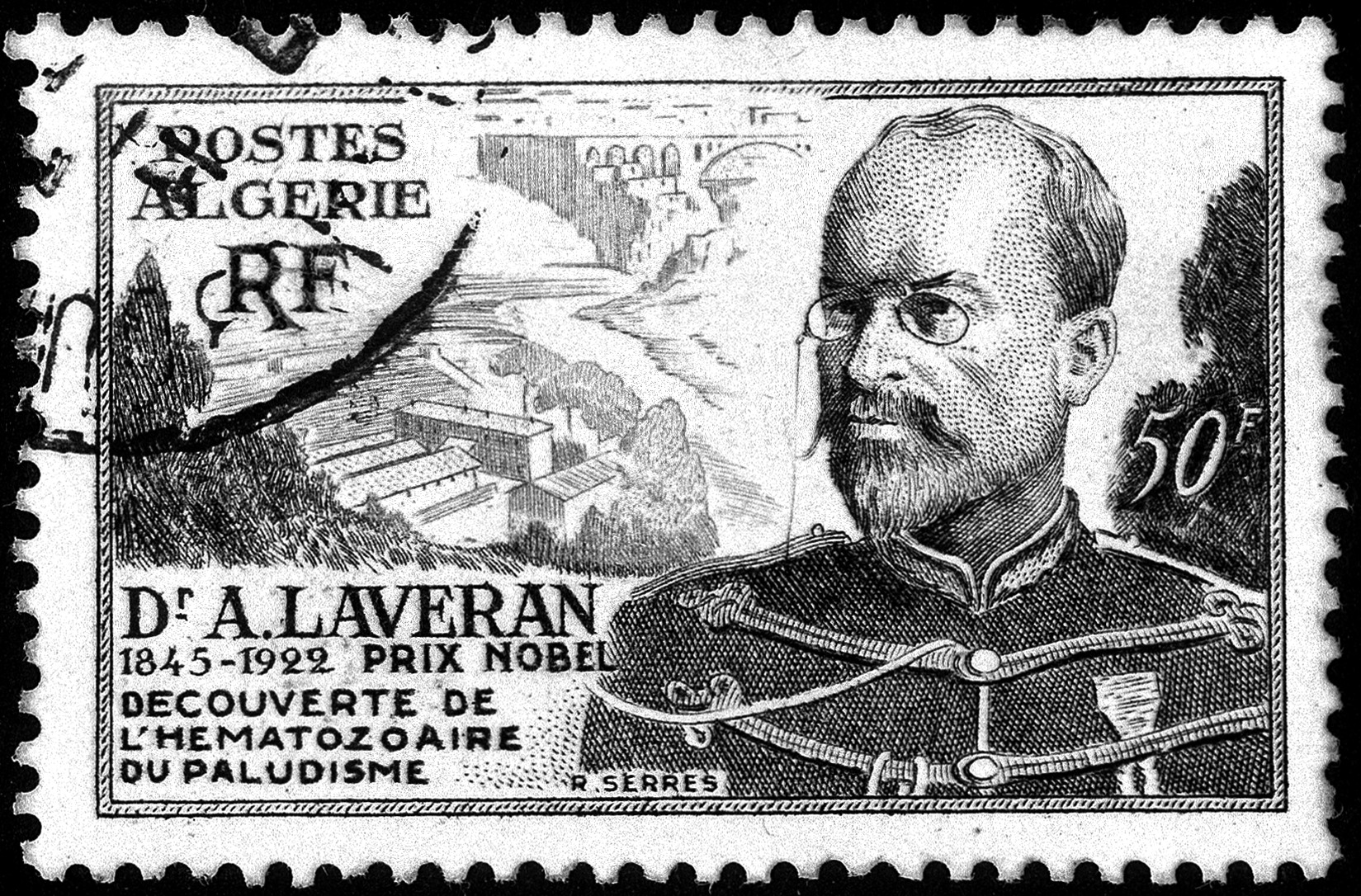
Alphonse Laveran prix Nobel 1907, timbre-poste d'Algérie française (1954).

Les travaux primés concernent en parasitologie, le rôle des moustiques dans le paludisme (1902) et son parasite (1907), du pou dans le typhus (1928). Les travaux sur les virus tiennent une place importante dans l'obtention des prix : fièvre jaune (1951), culture du poliovirus (1954), bactériophages (1969), hépatite B (1976), virus lents et prions (1976 et 1997), rôle des virus dans la cancérogenèse (1966 et 1975), VIH et papillomavirus (2008).
Le rôle de la bactérie Helicobacter pylori dans l'ulcère de l'estomac (2005) représente un changement majeur dans la compréhension de cette maladie, reconnue comme infectieuse, alors qu'elle était traitée comme un désordre physico-chimique lié au stress.

### Biologie cellulaire
La biologie cellulaire est récompensée dès 1906 par les travaux de Golgi et de Cajal sur la théorie neuronale. L'invention du microscope électronique dans les années 1930 (récompensé par le prix Nobel de physique 1986) a permis d'identifier les organites de la cellule : réticulum endoplasmique, lysosome et mitochondrie, découvertes récompensées par le Nobel de médecine 1974.

### Immunologie
L'attribution du premier prix Nobel de médecine à la sérothérapie contre la diphtérie (1901), alors que celle-ci causait à cette époque la mort par étouffement de nombreux enfants, a eu l'approbation unanime de la communauté scientifique et du grand public, ce qui a contribué à lancer le prestige du nouveau prix.  
Des aspects de la théorie de l'immunité sont récompensés en 1908, de même l'anaphylaxie (1913), le mécanisme des anticorps (1919), les groupes sanguins (1930), la tolérance immunitaire (1960), la structure des anticorps (1972), l'histocompatibilité (1980), la théorie clonale (1984), la génétique des anticorps (1987),  les lymphocytes T (1996).

### Métabolisme
Plus d'une dizaine de prix concernent ce domaine : le métabolisme musculaire (1922), la respiration cellulaire (1931), le métabolisme du glycogène (1947), le cycle de Krebs (1953), le métabolisme du cholestérol (1964) notamment. 
D'autres travaux ont été récompensés par un prix Nobel de chimie : électrophorèse (1948), sur la structure de l'hémoglobine (1962), sur des hormones, vitamines et autres biomolécules.

### Neurosciences
Les neurosciences sont reconnues dès le début avec le réflexe conditionné de la salivation chez le chien (1904), la structure du système nerveux central (1906). Plusieurs prix concernent les fonctions sensorielles, outre l'œil (1911) déjà cité, la rétine (1967) et le cortex visuel (1981), l'oreille (1914 et 1961), l'odorat (2004).
D'autres prix concernent les neurones (1932) et surtout la transmission nerveuse neurochimique (1936, 1944, 1963, 1970) ; les fonctions du cerveau interne (1949), l'asymétrie cérébrale (1981). Dans ce contexte, le prix 1973 apparait comme une curiosité insolite (éthologie et comportement animal), qui aurait joué un « rôle rédempteur » par rapport au prix 1948 sur le DDT (voir section attributions contestées et polémiques).

### Génétique

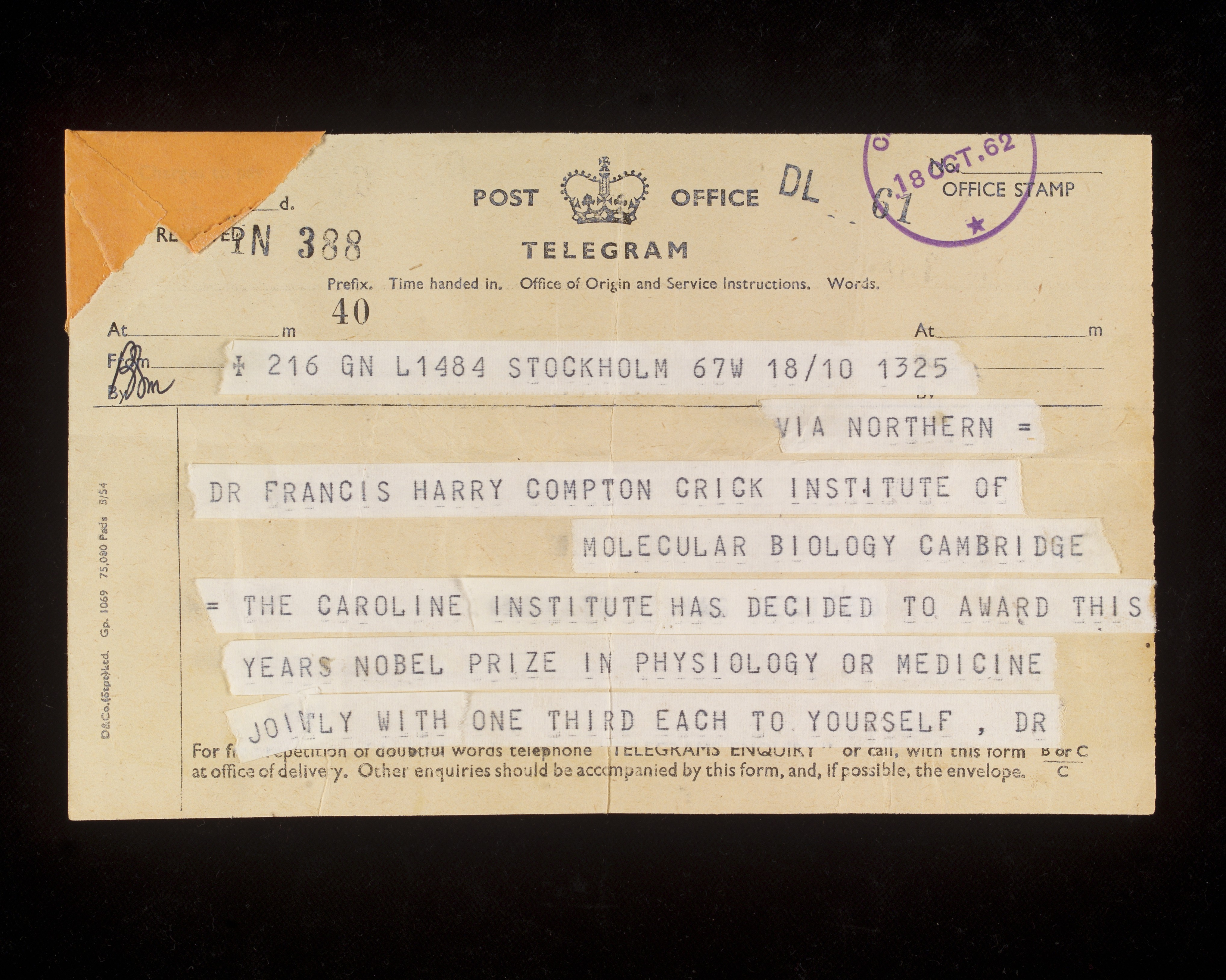
Télégramme annoncant à Francis Crick son prix Nobel de médecine 1962, pour la structure de l'ADN.

Plus que tous les autres domaines, la génétique est la grande avancée en biologie du XXe siècle. Près d'une vingtaine de prix sont décernés, surtout à partir des années 1950, concernant la structure et le fonctionnement biochimique et moléculaire des gènes. Parmi les plus connus : la structure de l'ADN (1962), la théorie de l'opéron (1965), les transposons (1983), la mort cellulaire programmée (2002).
Des prix Nobel de Chimie sont également attribués dans ce domaine, comme l'ADN recombinant (1980) et la PCR (1993). Selon Duffin « Ces nombreux prix en génétique montrent que le monde scientifique apprécie vivement le réductionnisme de la médecine moléculaire ; et grâce au prestige du Nobel, la génétique jouit d'un profond respect de la part du grand public ».

### Traitements
Les prix concernent surtout les découvertes faites sur la physiologie liées aux hormones, vitamines, produits antimicrobiens, et accessoirement la chirurgie, avec la mise au point de traitements associés aux physiopathologies consécutives d'un dysfonctionnement.
Dans le domaine des hormones, ont été honorés : la physiologie et la chirurgie de la thyroïde (1909), l'insuline (1923), le rôle de l'hypophyse dans le métabolisme des sucres (1947), hormones corticosurrénales (1947) et médullosurrénales (1950), le traitement hormonal du cancer (1966), les hormones hypothalamiques (1977), les prostaglandines (1982). Ces travaux ont permis de développer produits et traitements.
Les travaux sur les vitamines sont récompensés dans la première partie du XXe siècle : les vitamines dans la nutrition (1929), les extraits de foie dans l'anémie (1934) d'où sera isolée plus tard la vitamine B12, le mécanisme de la vitamine C (1937), la vitamine K (1924), le rôle de la vitamine A (1967). En plus des prix Nobel de médecine décernés, plus d'une demi-douzaine de prix Nobel de chimie concernent des recherches (structure, synthèse...) portant sur les vitamines.
Pour le traitement des maladies infectieuses, outre la sérothérapie et traitements immunologiques (déjà cités), on trouve la malariathérapie contre la neurosyphilis (1927). Les récompenses pour des produits antimicrobiens commencent avec le Prontosil, un des premiers sulfamides (couronné en 1939), suivi de la pénicilline (1945), et de la streptomycine (1952). En 1988, les travaux portant sur plusieurs médicaments de synthèse issus de la recherche industrielle (industrie pharmaceutique) sont honorés : Bêta-bloquant, 6-mercaptopurine, allopurinol, cimétidine.
Malgré le prestige de la chirurgie et des chirurgiens, peu de prix concernent la chirurgie. Outre la chirurgie de la thyroïde (1909) déjà citée, ont été récompensées des avancées faites en chirurgie vasculaire (1912), la lobotomie (1949), la greffe de rein et de moelle osseuse (1990).

### Prix Nobel de la paix sur des sujets de santé
Trois associations de santé ont reçu le prix Nobel de la paix : Le Comité international de la Croix-Rouge ou son fondateur, quatre fois récompensés (1901, 1917, 1944, 1963 – avec le Croissant Rouge),  l'Association internationale des médecins pour la prévention de la guerre nucléaire (1985) et Médecins sans frontières (1999).
John Boyd Orr (1949) et Albert Schweitzer (1952) ainsi que le chimiste Linus Pauling (1962) l'ont reçu à titre individuel. En 2018, le gynécologue Denis Mukwege est co-lauréat avec Nadia Murad du prix Nobel de la paix, pour leur lutte contre l'utilisation « des violences sexuelles en tant qu'arme de guerre ».

## Attributions contestées et polémiques
À neuf reprises, le prix n'a pas été décerné : à cause des deux guerres mondiales (en 1915-1918 et 1940-1942) ou par absence de consensus (en 1921 et 1925, le prix 1926 a été remis en 1927 – année « double » – où les prix 1926 et 1927 ont été décernés en même temps).

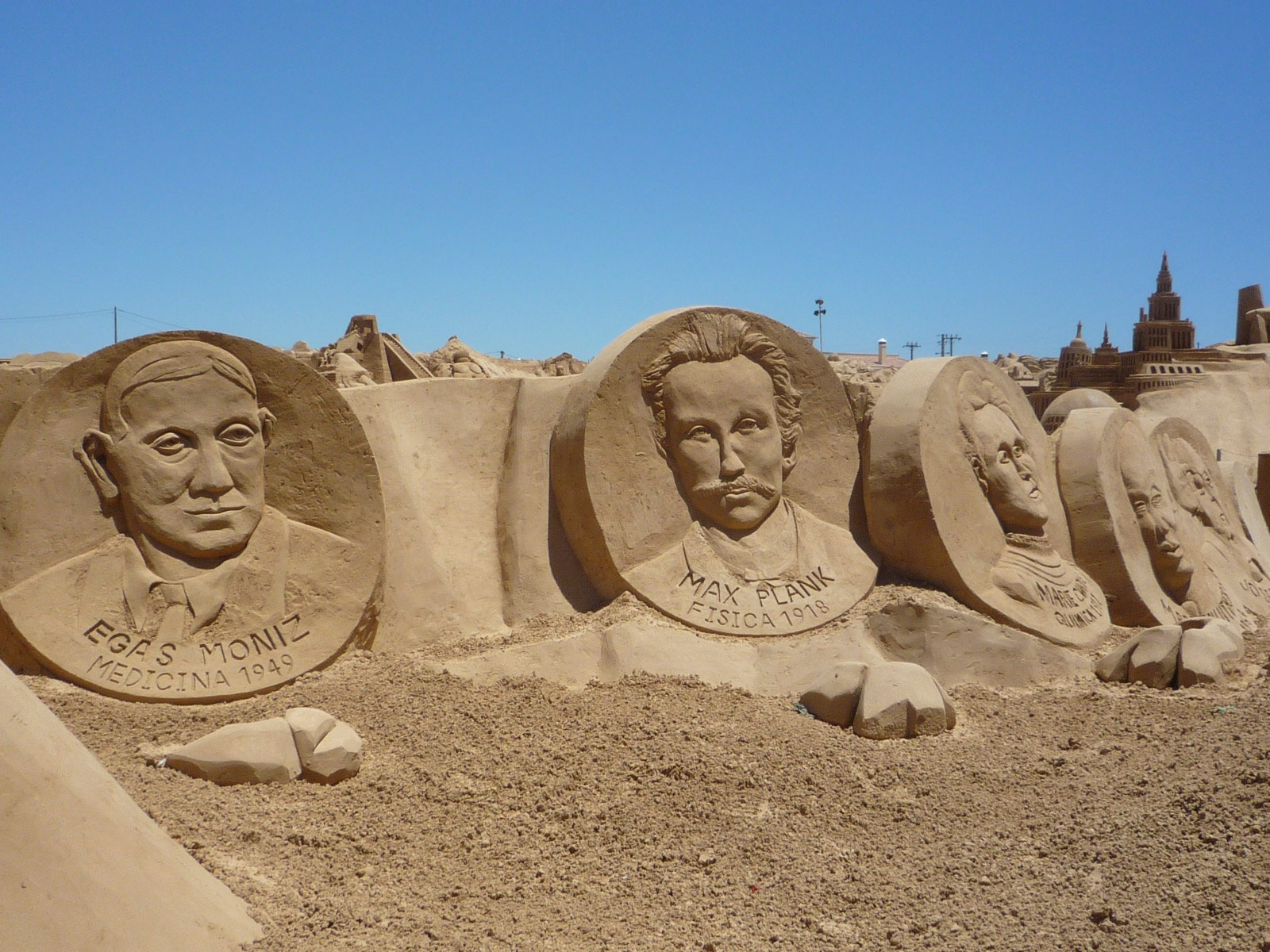
Egas Moniz (à côté de Max Planck) au Festival international de sculpture sur sable de 2009.

Avec le recul du temps, des contributions paraissent injustifiées ou de faible valeur du point de vue scientifique. La personnalité d'un lauréat (comportement personnel, choix politiques ou éthiques...) peut apparaître comme critiquable, voire inacceptable, le climat intellectuel évoluant tout au long du XXe siècle. Le fait que les attributions du Nobel ne sont pas révocables conduit à la présence de cas « embarrassants » ou « d'erreurs » gênantes. 
C'est le cas de Johannes Fibiger pour le rôle d'un ver nématode nommé Spirotera carcinoma (1926) considéré comme cancérogène (inducteur d'un cancer de l'estomac) chez le rat. En 1952, il fut démontré que ces travaux étaient erronés, par confusion avec une carence de vitamine A. 
Deux contributions problématiques concernent la neuropsychiatrie. Celle de 1927, qui concerne Julius Wagner-Jauregg, pour la malariathérapie (1927) dans la neurosyphilis (et les psychoses), traitement discrédité par la suite ; celle de 1949, pour la lobotomie, récompensant le neurochirurgien Egas Moniz.
Il est aussi des cas, où des contributions contestées finissent par être réhabilitées, au moins de façon partielle. Le prix 1903 concerne le traitement de la variole et de maladies de la peau par la lumière, cette piste de recherches fut cependant abandonnée pour reprendre dans les années 1980 (luminothérapie). De même, pour la découverte du DDT couronnée en 1948, dont l'utilisation est critiquée dès les années 1960, et interdite dans plusieurs pays dans les années 1970. Cependant, son utilisation contrôlée est rediscutée au début du XXIe siècle.
L'attribution du prix 2008, partagé entre Luc Montagnier et Françoise Barré-Sinoussi (pour la découverte du HIV) et Harald zur Hausen (pour le rôle du papillomavirus), a été l'occasion d'une double polémique. Elle termine la querelle de priorité franco-américaine sur le HIV (le Nobel consacre la priorité française), et elle ouvre des questions quant à l'influence de l'industrie sur le comité Nobel (l'attribution du prix coïncide avec la commercialisation du vaccin contre le papillomavirus).
Les idées ou le comportement de lauréats, comme la sympathie pour le nazisme d'Alexis Carrel (prix Nobel 1912) ou la condamnation en 1997 du prix Nobel 1976 Daniel Gajdusek pour abus sexuel sur mineur, ont pu affecter la réputation des lauréats Nobel.
Cependant, de façon générale, les lauréats Nobel « sont l'objet d'une admiration proche de la dévotion religieuse. Leurs opinions bénéficient d'une large audience, comme s'ils devaient exercer une influence plus grande que le commun des mortels (...) il leur arrive de discourir sur des sujets sur lesquels ils n'ont aucune expertise, tels que la philosophie ou la politique ».
Selon Duffin, l'existence du prix Nobel a construit une représentation médiatique de la science comme une compétition, comme une course vers des vérités immuables distinguant une élite scientifique. Alors que la réalité de la recherche scientifique est aussi faite de vicissitudes, revers, exceptions et désordres, le prix Nobel restant lui-même « l'expression de la fragilité humaine à un moment donné ».

## Liste des lauréats

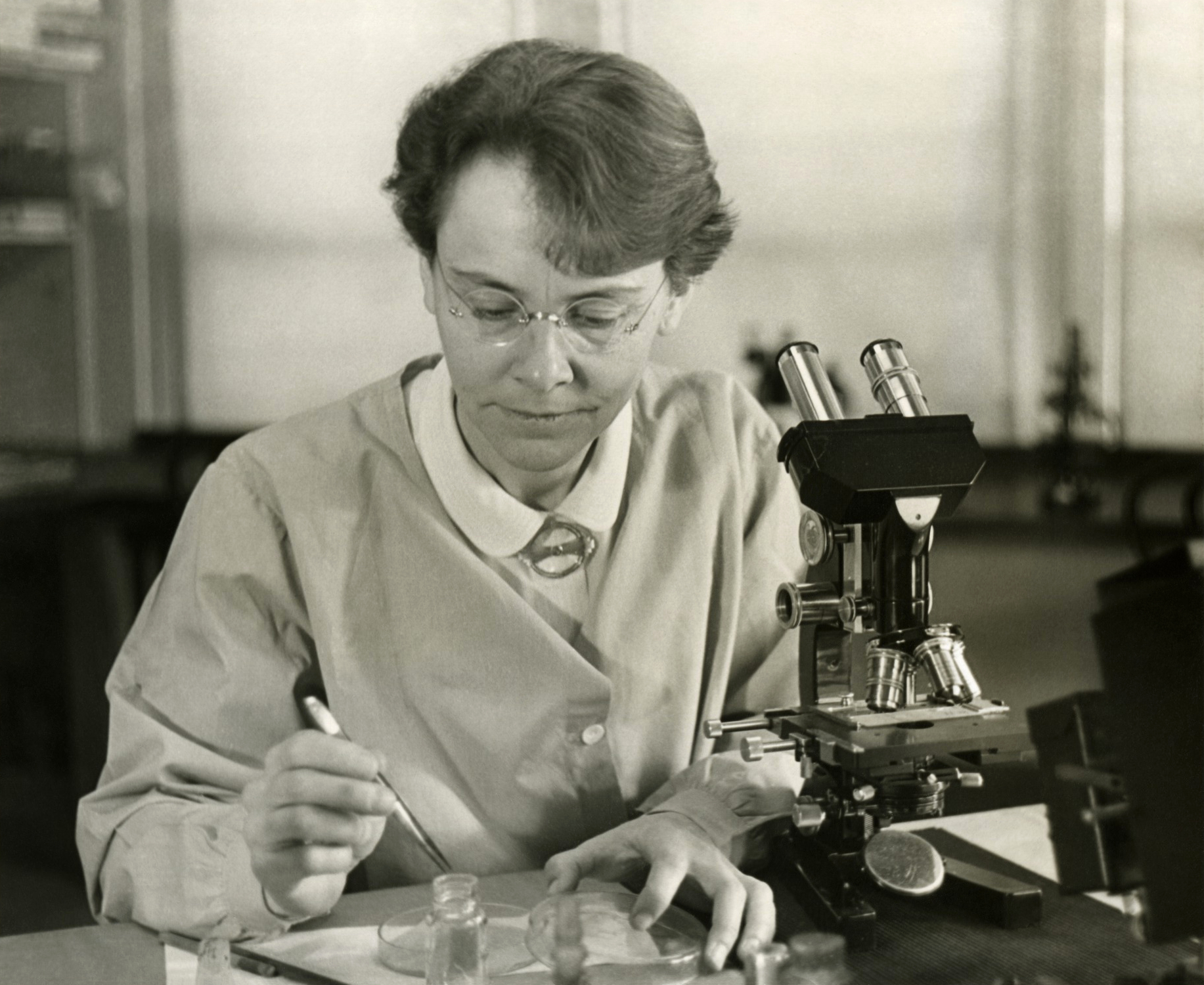
Barbara McClintock en 1947, la seule femme prix Nobel de médecine, non partagé, en 1983.

Entre 1901 et 2022, 113 prix Nobel de médecine et physiologie ont été décernés à 225 lauréats : 40 prix pour un seul lauréat, 34 prix partagés entre deux lauréats, et 39 prix pour trois lauréats. Douze lauréats sont des femmes, dont une seule à titre individuel (non partagé), Barbara McClintock en 1983. Le plus jeune lauréat est Frederick Banting en 1923 à l'âge de 32 ans, et le plus âgé Peyton Rous en 1966 à l'âge de 87 ans.
Parmi les lauréats en médecine se trouvent deux couples mariés, les Cori (1947) et les Moser (2014) ; Nikolaas Tinbergen (1973) avait un frère lauréat en économie 1969 ; Arthur Kornberg (1959) a eu un fils lauréat en chimie 2006, de même Ulf von Euler (1970) avait un père lauréat en chimie 1929, et Svante Pääbo (2022) est le fils de Sune Bergström lauréat en médecine 1982.
Un lauréat a été forcé de renoncer au prix pour des raisons politiques, l'allemand Gerhard Domagk en 1939, Adolf Hitler considérant que sa découverte aurait dû rester secrète. Domagk a reçu le prix après la guerre. 
En 2011, Ralph Steinman décède trois jours avant la remise du prix. Par décision spéciale, le comité Nobel confirme cette nomination, le choix ayant été fait avant sa mort.
En ce qui concerne les nommés, on compte plus de cinq mille propositions depuis 1901. Leur identité et les processus de décisions restent secrets pour les cinquante dernières années. Le cas le plus remarquable parmi les nommés (1901-1969) est celui de Sigmund Freud. En 1929, le Comité Nobel a engagé un expert qui a conclu que les travaux de Freud n'avaient pas de valeur scientifique démontrée, et qu'il n'était pas nécessaire de les étudier plus avant. Aussi Freud a été nommé trente-deux fois sans jamais être récompensé. En 1936, Freud a été aussi proposé pour le prix Nobel de littérature par  Romain Rolland, prix Nobel de littérature 1915.

### Années 1900
| Année | Nom                            | Pays         | Travaux récompensés |
| 1901  | Emil Adolf von Behring         | Allemagne    | pour son travail précurseur sur les sérums en particulier contre la diphtérie                                                                                                 |
| 1902  | Ronald Ross                    | Royaume-Uni  | pour son travail sur la malaria, par lequel il a montré comment le parasite infectait l'organisme et ainsi a posé les bases de la recherche et de la lutte contre la maladie. |
| 1903  | Niels Ryberg Finsen            | Danemark     | en reconnaissance de sa contribution au traitement de maladies, en particulier le lupus, avec des radiations lumineuses (UV) ouvrant ainsi une nouvelle voie                  |
| 1904  | Ivan Petrovich Pavlov          | Empire russe | en reconnaissance de son travail sur la physiologie digestive, grâce auquel la connaissance sur les aspects vitaux du sujet a été transformée et élargie.                     |
| 1905  | Robert Koch                    | Allemagne    | pour ses recherches et découvertes en relation avec la tuberculose. |
| 1906  | Camillo Golgi                  | Italie       | en reconnaissance de leurs travaux sur la structure du système nerveux. |
| 1906  | Santiago Ramón y Cajal         | Espagne      | en reconnaissance de leurs travaux sur la structure du système nerveux. |
| 1907  | Charles Louis Alphonse Laveran | France       | en reconnaissance de son travail sur le rôle joué par les parasites protozoaires responsables du paludisme                                                                    |
| 1908  | Ilya Ilitch Metchnikov         | Empire russe | en reconnaissance de leurs travaux sur l'immunité |
| 1908  | Paul Ehrlich                   | Allemagne    | en reconnaissance de leurs travaux sur l'immunité |
| 1909  | Emil Theodor Kocher            | Suisse       | pour son travail sur la physiologie, la pathologie et la chirurgie de la glande thyroïde                                                                                      |

### Années 1910
| Année | Nom               | Pays             | Travaux récompensés |
| 1910  | Albrecht Kossel   | Allemagne        | en reconnaissance de ses contributions au savoir de la chimie cellulaire faite grâce à ses travaux sur les protéines et les acides nucléiques. |
| 1911  | Allvar Gullstrand | Suède            | pour son travail sur la dioptrique de l'œil |
| 1912  | Alexis Carrel     | France           | en reconnaissance de son travail sur les sutures vasculaires et la transplantation de vaisseaux sanguins et d'organes.                         |
| 1913  | Charles Richet    | France           | en reconnaissance de son travail sur l'anaphylaxie.                                                                                            |
| 1914  | Robert Bárány     | Autriche-Hongrie | pour son travail sur la physiologie et la pathologie de l'appareil vestibulaire.                                                               |
| 1915  | non décerné       | non décerné      | non décerné |
| 1916  | non décerné       | non décerné      | non décerné |
| 1917  | non décerné       | non décerné      | non décerné |
| 1918  | non décerné       | non décerné      | non décerné |
| 1919  | Jules Bordet      | Belgique         | pour ses découvertes relatives à l'immunité.                                                                                                   |

### Années 1920
| Année | Nom                           | Pays        | Travaux récompensés |
| 1920  | Schack August Steenberg Krogh | Danemark    | pour sa découverte de la régulation du mécanisme du moteur capillaire (ayant montré que les échanges gazeux pulmonaires sont régis par la simple diffusion). |
| 1921  | non décerné                   | non décerné | non décerné |
| 1922  | Archibald Vivian Hill         | Royaume-Uni | pour sa découverte relative à la production de chaleur dans le muscle                                                                                        |
| 1922  | Otto Fritz Meyerhof           | Allemagne   | pour sa découverte de la relation fixe entre la consommation d'oxygène et le métabolisme de l'acide lactique dans le muscle.                                 |
| 1923  | Frederick Banting             | Canada      | pour leur découverte de l'insuline. |
| 1923  | John James Richard Macleod    | Royaume-Uni | pour leur découverte de l'insuline. |
| 1924  | Willem Einthoven              | Pays-Bas    | pour la découverte du mécanisme de l'électrocardiogramme. |
| 1925  | non décerné                   | non décerné | non décerné |
| 1926  | Johannes Andreas Grib Fibiger | Danemark    | pour sa découverte de Spiroptera carcinoma ou gongylonema neoplasticum (en).                                                                                 |
| 1927  | Julius Wagner-Jauregg         | Autriche    | pour sa découverte de la valeur thérapeutique de l'inoculation de la malaria dans le traitement de la paralysie générale.                                    |
| 1928  | Charles Jules Henri Nicolle   | France      | pour son travail sur le typhus exanthématique. |
| 1929  | Christiaan Eijkman            | Pays-Bas    | pour sa découverte des vitamines anti-neuritiques |
| 1929  | Frederick Gowland Hopkins     | Royaume-Uni | pour sa découverte des vitamines stimulant la croissance. |

### Années 1930
| Année | Nom                                                            | Pays               | Travaux récompensés |
| 1930  | Karl Landsteiner                                               | Autriche           | pour sa découverte des groupes sanguins humains.                                                                                                 |
| 1931  | Otto Heinrich Warburg                                          | Allemagne          | pour sa découverte de la nature et du mode d'action des enzymes respiratoires.                                                                   |
| 1932  | Charles Scott Sherrington Edgar Douglas Adrian                 | Royaume-Uni        | pour leurs découvertes sur les fonctions des neurones.                                                                                           |
| 1933  | Thomas Hunt Morgan                                             | États-Unis         | pour ses découvertes concernant le rôle joué par les chromosomes dans l'hérédité.                                                                |
| 1934  | George Hoyt Whipple George Richards Minot William Parry Murphy | États-Unis         | pour leurs découvertes concernant les thérapies hépatiques dans les cas d'anémies.                                                               |
| 1935  | Hans Spemann                                                   | Reich allemand     | pour sa découverte de l'organisation du développement embryonnaire.                                                                              |
| 1936  | Henry Hallett Dale                                             | Royaume-Uni        | pour leurs découvertes relatives à la transmission chimique des signaux nerveux .                                                                |
| 1936  | Otto Loewi                                                     | Reich allemand     | pour leurs découvertes relatives à la transmission chimique des signaux nerveux .                                                                |
| 1937  | Albert Szent-Györgyi                                           | Royaume de Hongrie | pour ses découvertes en rapport avec les processus de combustion biologique, en rapport avec la vitamine C et la catalyse de l'acide fumarique . |
| 1938  | Corneille Jean François Heymans                                | Belgique           | pour la découverte du rôle joué par le sinus et les mécanismes aortiques dans la régulation de la respiration .                                  |
| 1939  | Gerhard Domagk                                                 | Reich allemand     | pour sa découverte des effets antibactériens du Prontosil.                                                                                       |

### Années 1940
| Année | Nom                      | Pays        | Travaux récompensés                                                                                                 |
| 1940  | non décerné              | non décerné | non décerné |
| 1941  | non décerné              | non décerné | non décerné |
| 1942  | non décerné              | non décerné | non décerné |
| 1943  | Henrik Carl Peter Dam    | Danemark    | pour sa découverte de la vitamine K.                                                                                |
| 1943  | Edward Adelbert Doisy    | États-Unis  | pour sa découverte de la nature chimique de la vitamine K.                                                          |
| 1944  | Joseph Erlanger          | États-Unis  | pour leurs découvertes des fonctions hautement différenciées d'une fibre nerveuse isolée.                           |
| 1944  | Herbert Spencer Gasser   | États-Unis  | pour leurs découvertes des fonctions hautement différenciées d'une fibre nerveuse isolée.                           |
| 1945  | Alexander Fleming        | Royaume-Uni | pour la découverte de la pénicilline et de ses effets curatifs dans diverses maladies infectieuses.                 |
| 1945  | Ernst Boris Chain        | Royaume-Uni | pour la découverte de la pénicilline et de ses effets curatifs dans diverses maladies infectieuses.                 |
| 1945  | Howard Walter Florey     | Australie   | pour la découverte de la pénicilline et de ses effets curatifs dans diverses maladies infectieuses.                 |
| 1946  | Hermann Joseph Muller    | États-Unis  | pour la découverte de la génération de mutations par le moyen des rayons X.                                         |
| 1947  | Carl Ferdinand Cori      | États-Unis  | pour leur découverte du processus de conversion catalytique du glycogène.                                           |
| 1947  | Gerty Theresa Cori       | États-Unis  | pour leur découverte du processus de conversion catalytique du glycogène.                                           |
| 1947  | Bernardo Alberto Houssay | Argentine   | pour sa découverte du rôle joué par l'hormone du lobe de l'hypophyse antérieure dans le métabolisme des sucres.     |
| 1948  | Paul Hermann Müller      | Suisse      | pour sa découverte de la haute efficacité du DDT comme un poison de contact contre différents arthropodes.          |
| 1949  | Walter Rudolf Hess       | Suisse      | sa découverte de l'organisation fonctionnelle du diencéphale comme coordinateur des activités des organes internes. |
| 1949  | Egas Moniz               | Portugal    | pour sa découverte de la valeur thérapeutique de la lobotomie dans certaines psychoses.                             |

### Années 1950
| Année | Nom                        | Pays                 | Travaux récompensés |
| 1950  | Edward Calvin Kendall      | États-Unis           | pour leurs découvertes relatives aux hormones du cortex des glandes surrénales, leur structure et les effets biologiques.                                                                              |
| 1950  | Philip Showalter Hench     | États-Unis           | pour leurs découvertes relatives aux hormones du cortex des glandes surrénales, leur structure et les effets biologiques.                                                                              |
| 1950  | Tadeusz Reichstein         | Suisse               | pour leurs découvertes relatives aux hormones du cortex des glandes surrénales, leur structure et les effets biologiques.                                                                              |
| 1951  | Max Theiler                | Afrique du Sud       | pour sa découverte concernant la fièvre jaune et les moyens de lutte. |
| 1952  | Selman Waksman             | États-Unis           | pour sa découverte de la streptomycine, le premier antibiotique effectif contre la tuberculose. |
| 1953  | Hans Adolf Krebs           | Royaume-Uni          | pour sa découverte du cycle de l'acide citrique |
| 1953  | Fritz Albert Lipmann       | États-Unis           | pour sa découverte du coenzyme A et de son importance pour le métabolisme intermédiaire. |
| 1954  | John Enders                | États-Unis           | pour leur découverte sur la capacité du virus de la poliomyélite à croitre dans des cultures de différents tissus.                                                                                     |
| 1954  | Thomas Weller              | États-Unis           | pour leur découverte sur la capacité du virus de la poliomyélite à croitre dans des cultures de différents tissus.                                                                                     |
| 1954  | Frederick Robbins          | États-Unis           | pour leur découverte sur la capacité du virus de la poliomyélite à croitre dans des cultures de différents tissus.                                                                                     |
| 1955  | Axel Hugo Theodor Theorell | Suède                | pour ses découvertes concernant la nature et le mode d'action des enzymes oxydatives |
| 1956  | André Frédéric Cournand    | France/ États-Unis   | pour leurs découvertes concernant la cathétérisation cardiaque et les changements pathologiques dans le système circulatoire.                                                                          |
| 1956  | Werner Forssmann           | Allemagne de l'Ouest | pour leurs découvertes concernant la cathétérisation cardiaque et les changements pathologiques dans le système circulatoire.                                                                          |
| 1956  | Dickinson W. Richards      | États-Unis           | pour leurs découvertes concernant la cathétérisation cardiaque et les changements pathologiques dans le système circulatoire.                                                                          |
| 1957  | Daniel Bovet               | Suisse/ Italie       | pour ses découvertes relatives aux composés synthétiques qui inhibent l'action de certaines substances corporelles, et spécialement leur action sur le système vasculaire et les muscles squelettiques |
| 1958  | George Wells Beadle        | États-Unis           | pour leur découverte que les gènes agissent en régulant des évènements chimiques définis. |
| 1958  | Edward Lawrie Tatum        | États-Unis           | pour leur découverte que les gènes agissent en régulant des évènements chimiques définis. |
| 1958  | Joshua Lederberg           | États-Unis           | pour ses découvertes concernant la recombinaison génétique et l'organisation du matériel génétique des bactéries.                                                                                      |
| 1959  | Severo Ochoa               | Espagne/ États-Unis  | pour leur découverte des mécanismes de synthèse biologique des acides ribonucléiques et des acides désoxyribonucléiques.                                                                               |
| 1959  | Arthur Kornberg            | États-Unis           | pour leur découverte des mécanismes de synthèse biologique des acides ribonucléiques et des acides désoxyribonucléiques.                                                                               |

### Années 1960
| Année | Nom                                      | Pays                             | Travaux récompensés |
| 1960  | Frank Macfarlane Burnet                  | Australie                        | pour leur découverte de la tolérance immunologique acquise. |
| 1960  | Peter Brian Medawar                      | Royaume-Uni                      | pour leur découverte de la tolérance immunologique acquise. |
| 1961  | Georg von Békésy                         | États-Unis                       | pour ses découvertes sur le mécanisme physique de la stimulation interne de la cochlée.                                                                                          |
| 1962  | Francis Harry Compton Crick              | Royaume-Uni                      | pour leurs découvertes sur la structure moléculaire des acides nucléiques et sa signification pour la transmission de l'information pour la matière vivante.                     |
| 1962  | Maurice Hugh Frederick Wilkins           | Royaume-Uni                      | pour leurs découvertes sur la structure moléculaire des acides nucléiques et sa signification pour la transmission de l'information pour la matière vivante.                     |
| 1962  | James Dewey Watson                       | États-Unis                       | pour leurs découvertes sur la structure moléculaire des acides nucléiques et sa signification pour la transmission de l'information pour la matière vivante.                     |
| 1963  | John Carew Eccles                        | Australie                        | pour leurs découvertes concernant les mécanismes ioniques impliqués dans l'excitation et l'inhibition des portions périphérique et centrale de la membrane cellulaire des nerfs. |
| 1963  | Alan Lloyd Hodgkin                       | Royaume-Uni                      | pour leurs découvertes concernant les mécanismes ioniques impliqués dans l'excitation et l'inhibition des portions périphérique et centrale de la membrane cellulaire des nerfs. |
| 1963  | Andrew Fielding Huxley                   | Royaume-Uni                      | pour leurs découvertes concernant les mécanismes ioniques impliqués dans l'excitation et l'inhibition des portions périphérique et centrale de la membrane cellulaire des nerfs. |
| 1964  | Konrad Bloch                             | États-Unis                       | pour leurs découvertes concernant le mécanisme et la régulation du métabolisme du cholestérol et des acides gras.                                                                |
| 1964  | Feodor Lynen                             | Allemagne de l'Ouest             | pour leurs découvertes concernant le mécanisme et la régulation du métabolisme du cholestérol et des acides gras.                                                                |
| 1965  | François Jacob André Lwoff Jacques Monod | France                           | pour leurs découvertes concernant le contrôle génétique des synthèses enzymatiques et virales                                                                                    |
| 1966  | Peyton Rous                              | États-Unis                       | pour sa découverte des tumeurs induites par les virus. |
| 1966  | Charles Brenton Huggins                  | États-Unis                       | pour ses découvertes concernant les traitements hormonaux des cancers de la prostate.                                                                                            |
| 1967  | Ragnar Granit                            | Suède                            | pour leurs découvertes concernant la physiologie primaire et les processus chimiques visuels dans l'œil.                                                                         |
| 1967  | Haldan Keffer Hartline                   | États-Unis                       | pour leurs découvertes concernant la physiologie primaire et les processus chimiques visuels dans l'œil.                                                                         |
| 1967  | George Wald                              | États-Unis                       | pour leurs découvertes concernant la physiologie primaire et les processus chimiques visuels dans l'œil.                                                                         |
| 1968  | Robert Holley                            | États-Unis                       | pour leur interprétation du code génétique et de ses fonctions dans la synthèse protéique.                                                                                       |
| 1968  | Har Gobind Khorana                       | États-Unis                       | pour leur interprétation du code génétique et de ses fonctions dans la synthèse protéique.                                                                                       |
| 1968  | Marshall Nirenberg                       | États-Unis                       | pour leur interprétation du code génétique et de ses fonctions dans la synthèse protéique.                                                                                       |
| 1969  | Max Delbrück                             | Allemagne de l'Ouest/ États-Unis | pour leurs découvertes concernant le mécanisme de la réplication et la structure génétique des virus.                                                                            |
| 1969  | Alfred D. Hershey                        | États-Unis                       | pour leurs découvertes concernant le mécanisme de la réplication et la structure génétique des virus.                                                                            |
| 1969  | Salvador Luria                           | États-Unis                       | pour leurs découvertes concernant le mécanisme de la réplication et la structure génétique des virus.                                                                            |

### Années 1970
| Année | Nom                        | Pays                 | Travaux récompensés |
| 1970  | Bernard Katz               | Royaume-Uni          | pour leurs découvertes concernant les transmetteurs humoraux dans les terminaisons nerveuses et les mécanismes de leur stockage, relargage et inactivation. |
| 1970  | Ulf von Euler              | Suède                | pour leurs découvertes concernant les transmetteurs humoraux dans les terminaisons nerveuses et les mécanismes de leur stockage, relargage et inactivation. |
| 1970  | Julius Axelrod             | États-Unis           | pour leurs découvertes concernant les transmetteurs humoraux dans les terminaisons nerveuses et les mécanismes de leur stockage, relargage et inactivation. |
| 1971  | Earl W. Sutherland, Jr.    | États-Unis           | pour ses découvertes les mécanismes d'action des hormones.                                                                                                  |
| 1972  | Gerald M. Edelman          | États-Unis           | pour leurs découvertes concernant la structure chimique des anticorps.                                                                                      |
| 1972  | Rodney R. Porter           | Royaume-Uni          | pour leurs découvertes concernant la structure chimique des anticorps.                                                                                      |
| 1973  | Karl von Frisch            | Autriche             | pour leurs découvertes concernant l'organisation et l'incitation des comportements individuels et sociaux .                                                 |
| 1973  | Konrad Lorenz              | Autriche             | pour leurs découvertes concernant l'organisation et l'incitation des comportements individuels et sociaux .                                                 |
| 1973  | Nikolaas Tinbergen         | Pays-Bas             | pour leurs découvertes concernant l'organisation et l'incitation des comportements individuels et sociaux .                                                 |
| 1974  | Albert Claude              | Belgique             | pour leurs découvertes concernant l'organisation structurelle et fonctionnelle de la cellule.                                                               |
| 1974  | Christian de Duve          | Belgique             | pour leurs découvertes concernant l'organisation structurelle et fonctionnelle de la cellule.                                                               |
| 1974  | George Emil Palade         | États-Unis/ Roumanie | pour leurs découvertes concernant l'organisation structurelle et fonctionnelle de la cellule.                                                               |
| 1975  | David Baltimore            | États-Unis           | pour leurs découvertes concernant les virus cancérigènes et le matériel génétique de la cellule.                                                            |
| 1975  | Howard Martin Temin        | États-Unis           | pour leurs découvertes concernant les virus cancérigènes et le matériel génétique de la cellule.                                                            |
| 1975  | Renato Dulbecco            | Italie/ États-Unis   | pour leurs découvertes concernant les virus cancérigènes et le matériel génétique de la cellule.                                                            |
| 1976  | Baruch S. Blumberg         | États-Unis           | pour leurs découvertes concernant de nouveaux mécanismes pour l'origine et la dissémination des maladies infectieuses.                                      |
| 1976  | Daniel Carleton Gajdusek   | États-Unis           | pour leurs découvertes concernant de nouveaux mécanismes pour l'origine et la dissémination des maladies infectieuses.                                      |
| 1977  | Roger Guillemin            | France               | pour leurs découvertes concernant la production d'hormones peptidiques dans le cerveau.                                                                     |
| 1977  | Andrzej Wiktor Schally     | Pologne/ États-Unis  | pour leurs découvertes concernant la production d'hormones peptidiques dans le cerveau.                                                                     |
| 1977  | Rosalyn Yalow              | États-Unis           | pour le développement des dosages radio-immunologiques des hormones peptidiques.                                                                            |
| 1978  | Werner Arber               | Suisse               | pour la découverte des enzymes de restriction et leur application aux problèmes de génétique moléculaire.                                                   |
| 1978  | Daniel Nathans             | États-Unis           | pour la découverte des enzymes de restriction et leur application aux problèmes de génétique moléculaire.                                                   |
| 1978  | Hamilton O. Smith          | États-Unis           | pour la découverte des enzymes de restriction et leur application aux problèmes de génétique moléculaire.                                                   |
| 1979  | Allan MacLeod Cormack      | États-Unis           | pour le développement de tomodensitométrie. |
| 1979  | Godfrey Newbold Hounsfield | Royaume-Uni          | pour le développement de tomodensitométrie. |

### Années 1980
| Année | Nom                             | Pays                   | Travaux récompensés |
| 1980  | Baruj Benacerraf                | États-Unis/ Venezuela  | pour « leurs découvertes concernant les structures génétiquement déterminées à la surface des cellules qui régulent les réactions immunologiques ».                               |
| 1980  | Jean Dausset                    | France                 | pour « leurs découvertes concernant les structures génétiquement déterminées à la surface des cellules qui régulent les réactions immunologiques ».                               |
| 1980  | George Snell                    | États-Unis             | pour « leurs découvertes concernant les structures génétiquement déterminées à la surface des cellules qui régulent les réactions immunologiques ».                               |
| 1981  | Roger Sperry                    | États-Unis             | pour « ses découvertes concernant la répartition fonctionnelle des hémisphères cérébraux. »                                                                                       |
| 1981  | David Hubel                     | États-Unis             | pour «leurs découvertes concernant l'analyse des informations dans le système visuel. »                                                                                           |
| 1981  | Torsten Wiesel                  | Suède                  | pour «leurs découvertes concernant l'analyse des informations dans le système visuel. »                                                                                           |
| 1982  | Sune Bergström                  | Suède                  | pour « leurs découvertes concernant les prostaglandines et les substances biologiquement actives associées ».                                                                     |
| 1982  | Bengt Samuelsson                | Suède                  | pour « leurs découvertes concernant les prostaglandines et les substances biologiquement actives associées ».                                                                     |
| 1982  | John Vane                       | Royaume-Uni            | pour « leurs découvertes concernant les prostaglandines et les substances biologiquement actives associées ».                                                                     |
| 1983  | Barbara McClintock              | États-Unis             | pour « sa découverte des transposons ». |
| 1984  | Niels Jerne                     | Danemark               | pour « les théories concernant la spécificité dans le développement et le contrôle du système immunitaire et la découverte du principe de production des anticorps monoclonaux ». |
| 1984  | Georges J.F. Köhler             | Allemagne de l'Ouest   | pour « les théories concernant la spécificité dans le développement et le contrôle du système immunitaire et la découverte du principe de production des anticorps monoclonaux ». |
| 1984  | Cesar Milstein                  | Argentine/ Royaume-Uni | pour « les théories concernant la spécificité dans le développement et le contrôle du système immunitaire et la découverte du principe de production des anticorps monoclonaux ». |
| 1985  | Michael Brown Joseph Goldstein  | États-Unis             | pour « leurs découvertes concernant la régulation du métabolisme du cholestérol ».                                                                                                |
| 1986  | Stanley Cohen                   | États-Unis             | pour « leurs découvertes des facteurs de croissance ». |
| 1986  | Rita Levi-Montalcini            | Italie                 | pour « leurs découvertes des facteurs de croissance ». |
| 1987  | Susumu Tonegawa                 | Japon                  | pour « sa découverte des principes génétiques à l'origine de la diversité des anticorps ».                                                                                        |
| 1988  | James Black                     | Royaume-Uni            | pour «leur découverte des principes importants des traitements médicamenteux ».                                                                                                   |
| 1988  | Gertrude Elion                  | États-Unis             | pour «leur découverte des principes importants des traitements médicamenteux ».                                                                                                   |
| 1988  | George Hitchings                | États-Unis             | pour «leur découverte des principes importants des traitements médicamenteux ».                                                                                                   |
| 1989  | J. Michael Bishop Harold Varmus | États-Unis             | pour « leur découverte de l'origine cellulaire des oncogènes rétroviraux ». |

### Années 1990
| Année | Nom                                              | Pays                  | Travaux récompensés |
| 1990  | Joseph Murray Donnall Thomas                     | États-Unis            | pour « leurs découvertes concernant les transplantations d'organes et cellulaires pour le traitement des maladies humaines ».              |
| 1991  | Erwin Neher Bert Sakmann                         | Allemagne             | pour « leurs découvertes des fonctions des canaux ioniques isolés dans les cellules ».                                                     |
| 1992  | Edmond Fischer                                   | Suisse/ États-Unis    | pour « leurs découvertes concernant les phosphorylations réversibles de protéines comme un mécanisme de régulation biologique ».           |
| 1992  | Edwin G. Krebs                                   | États-Unis            | pour « leurs découvertes concernant les phosphorylations réversibles de protéines comme un mécanisme de régulation biologique ».           |
| 1993  | Richard Roberts                                  | Royaume-Uni           | pour « leur découverte des gènes dupliqués ».                                                                                              |
| 1993  | Phillip A. Sharp                                 | États-Unis            | pour « leur découverte des gènes dupliqués ».                                                                                              |
| 1994  | Alfred G. Gilman Martin Rodbell                  | États-Unis            | pour « leur découverte des protéines G et du rôle de ces protéines dans la transduction des signaux cellulaires ».                         |
| 1995  | Edward B. Lewis                                  | États-Unis            | pour « leurs découvertes concernant le contrôle génétique des phases précoces du développement embryonnaire ».                             |
| 1995  | Eric F. Wieschaus                                | États-Unis            | pour « leurs découvertes concernant le contrôle génétique des phases précoces du développement embryonnaire ».                             |
| 1995  | Christiane Nüsslein-Volhard                      | Allemagne             | pour « leurs découvertes concernant le contrôle génétique des phases précoces du développement embryonnaire ».                             |
| 1996  | Peter Doherty                                    | Australie             | pour « leur découverte concernant la spécificité de la défense immunitaire cellulaire ».                                                   |
| 1996  | Rolf M. Zinkernagel                              | Suisse                | pour « leur découverte concernant la spécificité de la défense immunitaire cellulaire ».                                                   |
| 1997  | Stanley Prusiner                                 | États-Unis            | pour « sa découverte des prions, un nouveau principe biologique d'infection ».                                                             |
| 1998  | Robert F. Furchgott Louis J. Ignarro Ferid Murad | États-Unis            | pour « leurs découvertes concernant l'oxyde nitrique, une nouvelle molécule de signalisation dans le système cardiovasculaire ».           |
| 1999  | Günter Blobel                                    | Allemagne/ États-Unis | pour « la découverte que les protéines possèdent un signal intrinsèque qui gouverne leur transport et leur localisation dans la cellule ». |

### Années 2000
| Année | Nom                                            | Pays           | Travaux récompensés |
| 2000  | Arvid Carlsson                                 | Suède          | pour « avoir prouvé que la dopamine est le neurotransmetteur dont la déplétion provoque les symptômes de la maladie de Parkinson ».                                          |
| 2000  | Paul Greengard                                 | États-Unis     | pour « avoir montré comment les neurotransmetteurs agissent sur les cellules et peuvent activer une molécule importante connue sous le nom de DARPP-32 ».                    |
| 2000  | Eric R. Kandel                                 | États-Unis     | pour « avoir décrit les bases moléculaires de la mémoire à court terme et à long terme ».                                                                                    |
| 2001  | Leland H. Hartwell                             | États-Unis     | pour « leur découverte de la cycline et des enzymes kinases dépendantes de la cycline, des molécules fondamentales de la régulation du cycle cellulaire ».                   |
| 2001  | R. Timothy Hunt                                | Royaume-Uni    | pour « leur découverte de la cycline et des enzymes kinases dépendantes de la cycline, des molécules fondamentales de la régulation du cycle cellulaire ».                   |
| 2001  | Paul M. Nurse                                  | Royaume-Uni    | pour « leur découverte de la cycline et des enzymes kinases dépendantes de la cycline, des molécules fondamentales de la régulation du cycle cellulaire ».                   |
| 2002  | Sydney Brenner                                 | Afrique du Sud | pour « leurs découvertes concernant la régulation génétique du développement des organes et la mort cellulaire programmée ».                                                 |
| 2002  | H. Robert Horvitz                              | États-Unis     | pour « leurs découvertes concernant la régulation génétique du développement des organes et la mort cellulaire programmée ».                                                 |
| 2002  | John E. Sulston                                | Royaume-Uni    | pour « leurs découvertes concernant la régulation génétique du développement des organes et la mort cellulaire programmée ».                                                 |
| 2003  | Paul C. Lauterbur                              | États-Unis     | pour « leurs découvertes concernant l'imagerie par résonance magnétique ».                                                                                                   |
| 2003  | Peter Mansfield                                | Royaume-Uni    | pour « leurs découvertes concernant l'imagerie par résonance magnétique ».                                                                                                   |
| 2004  | Richard Axel Linda B. Buck                     | États-Unis     | pour « leurs découvertes des récepteurs olfactifs et de l'organisation du système olfactif ».                                                                                |
| 2005  | Barry J. Marshall J. Robin Warren              | Australie      | pour « leur découverte de la bactérie Helicobacter pylori et de son rôle dans les gastrites et les ulcères de l'estomac ».                                                   |
| 2006  | Andrew Z. Fire Craig C. Mello                  | États-Unis     | pour « leurs découvertes de l'extinction de l'expression des gènes par des ARN interférents double-brins ».                                                                  |
| 2007  | Mario Capecchi                                 | États-Unis     | pour « leurs découvertes sur les principes d'introduction spécifique d'une modification génétique chez les souris grâce à l'utilisation de cellules embryonnaires souches ». |
| 2007  | Oliver Smithies                                | États-Unis     | pour « leurs découvertes sur les principes d'introduction spécifique d'une modification génétique chez les souris grâce à l'utilisation de cellules embryonnaires souches ». |
| 2007  | Martin Evans                                   | Royaume-Uni    | pour « leurs découvertes sur les principes d'introduction spécifique d'une modification génétique chez les souris grâce à l'utilisation de cellules embryonnaires souches ». |
| 2008  | Harald zur Hausen                              | Allemagne      | pour « sa découverte des papillomavirus humains responsables de cancers du col de l'utérus »                                                                                 |
| 2008  | Françoise Barré-Sinoussi                       | France         | pour « leur découverte du virus de l'immunodéficience humaine (VIH)» |
| 2008  | Luc Montagnier                                 | France         | pour « leur découverte du virus de l'immunodéficience humaine (VIH)» |
| 2009  | Elizabeth Blackburn Carol Greider Jack Szostak | États-Unis     | pour « leur découverte des mécanismes de protection des chromosomes par les télomères et les télomérases »                                                                   |

### Années 2010
| Année | Nom                 | Pays                    | Travaux récompensés |
| 2010  | Robert Edwards      | Royaume-Uni             | pour « le développement de la fécondation in vitro ».                                                                          |
| 2011  | Jules Hoffmann      | France                  | pour leurs travaux sur le système immunitaire inné                                                                             |
| 2011  | Bruce Beutler       | États-Unis              | pour leurs travaux sur le système immunitaire inné                                                                             |
| 2011  | Ralph Steinman      | Canada                  | pour ses travaux sur le système immunitaire adaptatif en particulier la découverte des cellules dendritiques                   |
| 2012  | John Gurdon         | Royaume-Uni             | pour la découverte de la reprogrammation de cellules matures en cellules pluripotentes                                         |
| 2012  | Shinya Yamanaka     | Japon                   | pour la découverte de la reprogrammation de cellules matures en cellules pluripotentes                                         |
| 2013  | James Rothman       | États-Unis              | pour leurs découvertes sur les mécanismes régulant les trafics vésiculaires et leur importance dans les transports cellulaires |
| 2013  | Randy Schekman      | États-Unis              | pour leurs découvertes sur les mécanismes régulant les trafics vésiculaires et leur importance dans les transports cellulaires |
| 2013  | Thomas Südhof       | Allemagne               | pour leurs découvertes sur les mécanismes régulant les trafics vésiculaires et leur importance dans les transports cellulaires |
| 2014  | John O'Keefe        | Royaume-Uni/ États-Unis | pour leurs découvertes de cellules qui permettent au cerveau de se positionner dans l'espace                                   |
| 2014  | May-Britt Moser     | Norvège                 | pour leurs découvertes de cellules qui permettent au cerveau de se positionner dans l'espace                                   |
| 2014  | Edvard Moser        | Norvège                 | pour leurs découvertes de cellules qui permettent au cerveau de se positionner dans l'espace                                   |
| 2015  | William C. Campbell | Irlande                 | pour leurs découvertes concernant une nouvelle thérapie contre les infections causées par des parasites nématodes              |
| 2015  | Satoshi Ōmura       | Japon                   | pour leurs découvertes concernant une nouvelle thérapie contre les infections causées par des parasites nématodes              |
| 2015  | Tu Youyou           | Chine                   | pour ses travaux sur une nouvelle thérapie contre le paludisme                                                                 |
| 2016  | Yoshinori Ohsumi    | Japon                   | recherches sur le renouvellement cellulaire (autophagie)                                                                       |
| 2017  | Jeffrey C. Hall     | États-Unis              | recherches sur le contrôle des rythmes circadiens                                                                              |
| 2017  | Michael Rosbash     | États-Unis              | recherches sur le contrôle des rythmes circadiens                                                                              |
| 2017  | Michael W. Young    | États-Unis              | recherches sur le contrôle des rythmes circadiens                                                                              |
| 2018  | James P. Allison    | États-Unis              | pour leurs découvertes en immunothérapie ayant permis de faire avancer la connaissance dans le traitement du cancer.           |
| 2018  | Tasuku Honjo        | Japon                   | pour leurs découvertes en immunothérapie ayant permis de faire avancer la connaissance dans le traitement du cancer.           |
| 2019  | Gregg L. Semenza    | États-Unis              | pour leurs découvertes sur la façon dont les cellules sentent et s'adaptent à la disponibilité de l'oxygène.                   |
| 2019  | William Kaelin Jr.  | États-Unis              | pour leurs découvertes sur la façon dont les cellules sentent et s'adaptent à la disponibilité de l'oxygène.                   |
| 2019  | Peter J. Ratcliffe  | Royaume-Uni             | pour leurs découvertes sur la façon dont les cellules sentent et s'adaptent à la disponibilité de l'oxygène.                   |

### Années 2020
| Année | Nom               | Pays              | Travaux récompensés |
| 2020  | Michael Houghton  | Royaume-Uni       | pour la découverte du virus de l'hépatite C |
| 2020  | Harvey J. Alter   | États-Unis        | pour la découverte du virus de l'hépatite C |
| 2020  | Charles M. Rice   | États-Unis        | pour la découverte du virus de l'hépatite C |
| 2021  | David Julius      | États-Unis        | pour la découverte de récepteurs de la température et du toucher                                                                                          |
| 2021  | Ardem Patapoutian | Liban/ États-Unis | pour la découverte de récepteurs de la température et du toucher                                                                                          |
| 2022  | Svante Pääbo      | Suède             | pour ses découvertes concernant les génomes des homininés éteints et l'évolution humaine                                                                  |
| 2023  | Katalin Karikó    | Hongrie           | pour leurs découvertes concernant les modifications des bases nucléosidiques qui ont permis le développement de vaccins ARNm efficaces contre le Covid-19 |
| 2023  | Drew Weissman     | États-Unis        | pour leurs découvertes concernant les modifications des bases nucléosidiques qui ont permis le développement de vaccins ARNm efficaces contre le Covid-19 |
| 2024  | Victor Ambros     | États-Unis        | pour leurs travaux sur les micro-ARN et leur rôle dans la régulation génétique                                                                            |
| 2024  | Gary Ruvkun       | États-Unis        | pour leurs travaux sur les micro-ARN et leur rôle dans la régulation génétique                                                                            |

## Nombre de prix par nationalité
| Pays        | Nombre de lauréats | Fraction de prix[Quoi ?] |
| ----------- | ------------------ | ------------------------ |
| États-Unis  | 100                | 40,49                    |
| Royaume-Uni | 30                 | 12,15                    |
| Allemagne   | 20                 | 8,10                     |
| France      | 13                 | 5,26                     |
| Suède       | 7                  | 2,83                     |
| Suisse      | 6                  | 2,43                     |
| Australie   | 5                  | 2,02                     |
| Japon       | 5                  | 2,02                     |
| Autriche    | 4                  | 1,62                     |
| Danemark    | 4                  | 1,62                     |
| Hongrie     | 4                  | 1,62                     |
| Belgique    | 3                  | 1,21                     |
| Italie      | 3                  | 1,21                     |
| Pays-Bas    | 3                  | 1,21                     |
| Russie      | 2                  | 0,81                     |
| Canada      | 2                  | 0,81                     |
| Argentine   | 2                  | 0,81                     |
| Norvège     | 2                  | 0,81                     |
| Portugal    | 1                  | 0,40                     |
| Espagne     | 1                  | 0,40                     |
| Pologne     | 1                  | 0,40                     |
| Irlande     | 1                  | 0,40                     |
| Chine       | 1                  | 0,40                     |
| Roumanie    | 1                  | 0,40                     |
| Venezuela   | 1                  | 0,40                     |